# Józef Guzdek

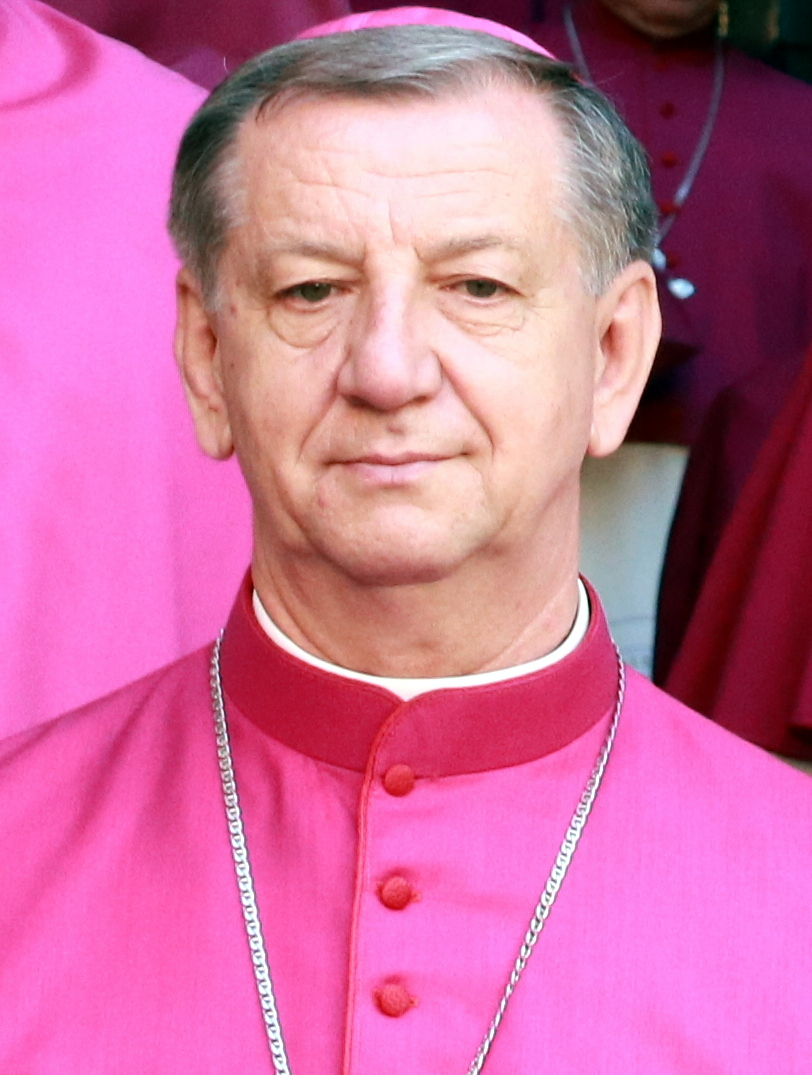
Józef Guzdek (2018) als polnischer Militärbischof

Wappen von Erzbischof Józef Guzdek

Józef Guzdek (* 18. März 1956 in Wadowice) ist ein polnischer Geistlicher und römisch-katholischer Erzbischof von Białystok.

## Leben
Józef Guzdek besuchte das Marcin-Wadowita-Gymnasium in seiner Heimatstadt und trat 1975 in das Priesterseminar in Krakau ein, an dem er Philosophie und Katholische Theologie studierte. Am 17. Mai 1981 empfing er in der Wawel-Kathedrale durch den Erzbischof von Krakau, Franciszek Kardinal Macharski, das Sakrament der Priesterweihe.
Guzdek war zunächst als Pfarrvikar der Pfarreien St. Petrus und Paulus in Trzebinia (1981–1983), St. Clemens in Wieliczka (1983–1988) und St. Anna in Krakau (1988–1994) tätig, bevor er 1994 Präfekt des Priesterseminars in Krakau wurde. 1998 wurde Józef Guzdek an der Päpstlichen Akademie für Theologie in Krakau mit der Arbeit Koncepcja narodu i jego wolności w kaznodziejskim przekazie ks. Hieronima Kajsiewicza („Der Begriff der Nation und ihre Freiheit im Predigtwerk von Pater Hieronim Kajsiewicz“) zum Doktor der Theologie im Fach Homiletik promoviert. Danach wurde er Verantwortlicher für die Priesterfortbildung im Erzbistum Krakau und Chefredakteur der Diözesanzeitschrift Notificationes. Daneben war er von 2000 bis 2001 Direktor des Diözesanverlages St. Stanislaus. Ab 11. September 2001 wirkte Guzdek als Regens des Priesterseminars in Krakau.
Am 14. August 2004 ernannte ihn Papst Johannes Paul II. zum Weihbischof in Krakau und zum Titularbischof von Treba. Der Erzbischof von Krakau, Franciszek Kardinal Macharski, spendete ihm und Jan Zając am 15. September desselben Jahres im Sanktuarium der Barmherzigkeit Gottes im Krakauer Stadtteil Łagiewniki die Bischofsweihe; Mitkonsekratoren waren der Apostolische Nuntius in Polen, Erzbischof Józef Kowalczyk, und der beigeordnete Präfekt des Päpstlichen Hauses, Kurienerzbischof Stanisław Dziwisz. Sein Wahlspruch In Te Domine speravi („Auf dich, o Herr, habe ich meine Hoffnung gesetzt“) stammt aus dem Te Deum. Als Weihbischof war Józef Guzdek zudem von 2004 bis 2010 Generalvikar des Erzbistums Krakau. Ferner leitete er das Krakauer Organisationskomitee für die apostolische Reise von Papst Benedikt XVI. nach Polen im Jahr 2006.
Papst Benedikt XVI. bestellte ihn am 4. Dezember 2010 als Nachfolger des beim Unfall der polnischen Präsidentenmaschine in Russland ums Leben gekommenen Bischofs Tadeusz Płoski zum Militärbischof der polnischen Streitkräfte. Die Amtseinführung erfolgte am 19. Dezember 2010 in der Feldkathedrale der Polnischen Armee in Warschau. 2011 ernannte ihn der Ministerpräsident der Republik Polen zum Mitglied des Rates zur Bewahrung des Gedenkens an Kampf und Martyrium. Am 28. Juli 2015 wurde Józef Guzdek durch den Präsidenten der Republik Polen, Bronisław Komorowski, zum Brigadegeneral befördert. Die Ernennungsurkunde erhielt er am 1. August 2015.
Am 16. Juli 2021 ernannte ihn Papst Franziskus zum Erzbischof von Białystok. Die Amtseinführung erfolgte am 3. September desselben Jahres. Das Militärordinariat verwaltete er bis zur Amtseinführung seines Nachfolgers am 12. Februar 2022 als Apostolischer Administrator.
In der Polnischen Bischofskonferenz ist Józef Guzdek Vizepräsident des Rates für das Laienapostolat. Ferner war er von 2006 bis 2011 Delegierter für die Bewegung Glaube und Licht und die Vereinigung Arche. Seit 2011 ist Guzdek Delegierter für die Zoll-, Bahn- und Polizeiseelsorge sowie die Seelsorge für die Pfadfinder und Veteranen.

## Ehrungen und Auszeichnungen
- 2012:  Medaille „Für Verdienste um die Feuerwehr“ in Gold[6]
- 2013:  Goldmedaille für Verdienste um die Polizei[7]
- 2016: Medaille „Pieta Miednoje 1940“[8]
- 2018:  Ehrenkreuz der Bundeswehr in Gold[9]
- 2019:  Goldenes Verdienstkreuz der Republik Polen[10]
- 2019: Gedenkmedaille des Kommandeurs der Akademie der Kriegskunst anlässlich des 100-jährigen Jubiläums der Gründung der Kriegsschule[11]

## Schriften
- Idea narodu i jego wolności w kazaniach księdza Hieronima Kajsiewicza CR (1812–1873) (= Rozprawy Doktorskie – Papieska Akademia Teologiczna w Krakowie). Wydaw. Naukowe PAT, Krakau 1998, ISBN 978-83-8524598-8.
- Apostoł ewangelicznej wolności: sługa Boży bp Jan Pietraszko (1911–1988). In: Ateneum Kapłańskie. Band 133, Nr. 1, 1999, ISSN 0208-9041, S. 69–84.
- Rady dla młodych księży (= Congregationis Radices. Band 2). Alleluja, Krakau 1999, ISBN 978-83-8744006-0.
- Ksiądz a polityka (= Congregationis Radices. Band 5). Alleluja, Krakau 2000, OCLC 749423343.
- Seminarium duchowne w Krakowie: 400-lecie. Wydawn. Św. Stanislawa BM Archidiecezji Krakowskiej, Krakau 2001, ISBN 978-83-8897102-0.